# クロドアウド・タバレス・デ・サンターナ
クロドアウド（Clodoaldo）ことクロドアウド・タバレス・デ・サンターナ（Clodoaldo Tavares de Santana、1949年9月25日 - ）は、ブラジル出身の元同国代表サッカー選手。
1970 FIFAワールドカップの優勝メンバーだったが、度重なる怪我に苦しみ、代表から遠ざかった。

## 経歴
サントスFCでデビューを飾ると、すぐにレギュラーを獲得し、以来ペレやカルロス・アウベルトらと共に、13年に渡り在籍した。カンピオナート・パウリスタを3連覇するなど、多くのタイトルを獲得した。サントスでは、クラブ7位の510試合に出場した。その後、ナシオナルで現役を引退した。
代表では、キャリアを通じて38試合に出場した。また、1970 FIFAワールドカップに出場し、チームでは最年少のマルコ・アントニオに次ぐ若さだったが、ジェルソンと共にボランチのレギュラーの座を射止めた。ペレ、トスタン、ロベルト・リベリーノ、ジャイルジーニョらに効果的なパスを送り続け、ウルグアイ戦では貴重な同点ゴールを挙げるなどして、優勝に貢献した。1974 FIFAワールドカップにも出場する予定だったが、怪我で辞退した。

## タイトル
- カンピオナート・パウリスタ - 1967、1968、1969、1973、1978
- FIFAワールドカップ - 1970